# ماجرای پروتار
ماجرای پروتار (رومانیایی: Afacerea Protar) یک فیلم کمدی رومانیایی است که در سال ۱۹۵۶ منتشر شد. این فیلم در جشنواره فیلم کن ۱۹۵۶ به نمایش درآمد.

## بازیگران
- رادو بلیگن
- یون فینتشتئانو
- یون تالیانو